# Кайнарджа
Кайнарджа́ (болг. Кайнарджа, тур. Küçük Kaynarca (см. ниже)) — село в Болгарии. Находится в Силистренской области, административный центр общины Кайнарджа. Население составляет 773 человека.

## Политическая ситуация
Кмет (мэр) общины Кайнарджа — Любен Жеков Сивев (инициативный комитет) по результатам выборов.

## История
22 июня (3 июля) 1773 года близ села произошло одно из ключевых сражений Русско-турецкой войны 1768—1774 гг., между частями русской императорской армии и войском османской империи в котором турки потеряли до 5 тысяч человек при 19 убитых у русских. В этом сражении погиб генерал-майор РИА Отто Адольф Вейсман фон Вейсенштейн.
Село известно в истории как Кючук-Кайнарджа — место, где в 1774 году был подписан унизительный для Османской империи Кючук-Кайнарджийский мирный договор.